# Manuela Delilaj
Manuela Delilaj (* 9. Mai 1966 in Tirana) ist eine albanische Sportschützin und Teilnehmerin an Olympischen Spielen. Sie misst sich in den Disziplinen Luftpistole und KK-Sportpistole.
Manuela Deliaj begann bereits in ihrer Jugend mit dem Schießsport. 1985 nahm sie an den Europameisterschaften für Jugendliche in Osijek teil und wurde Fünfte mit der Pistole über 25 Meter. 1986 gewann sie bei den Weltmeisterschaften in Suhl die Bronzemedaille im Teamwettkampf zusammen mit Diana Mata und Edlira Shyti.
Sie nahm 2019 an den Europaspielen teil, ohne einen Spitzenplatz zu erreichen. 2021 gehörte sie dem albanischen Kader für die Olympischen Sommerspiele 2020 in Tokyo an. In Japan trat sie in 10 Meter Luftpistole und in 25 Meter Sportpistole an und erreichte mit 565 Punkten den 37. Rang respektive mit 556 Punkten den 44. und letzten Rang. 
Delilaj wohnt in Uster im Kanton Zürich, Schweiz.